# Stråkbas
Stråkbas är ett stråkinstrument som uppfanns 1970 av läraren Hans-Gustav Klose.

## Historik
Stråkbasen härstammar från instrumentet psalmodikon som uppfanns 1830 i Sverige av prästen Johan Dillner. Instrumentet användes till att stödja psalmsången i kyrkorna. Stråkbasen uppfanns 1970 av läraren Hans-Gustav Klose och hade till skillnad från psalmodikonet, två strängar. De två strängarna var stämda i D och G. Instrumentet var tänkt som ett pedagogiskt och terapeutiskt instrument, för bland annat personer med downs syndrom, där läraren hade ansvar för greppbrädan med de två strängarna och eleven hade ansvar för stråkföringen.
Stråkbasen kom att användas på de fyra läkepedagogiska institutionerna i Sverige. Den har även använts som undervisningsinstrument i skolan, till exempel på en Waldorfskolan i Bergen i Norge.
Klose startade ett samarbete med snickaren Kjell Andersson på Hagadals snickeri i Järna, som kom att tillverkade stråkbasar.

## Bildgalleri

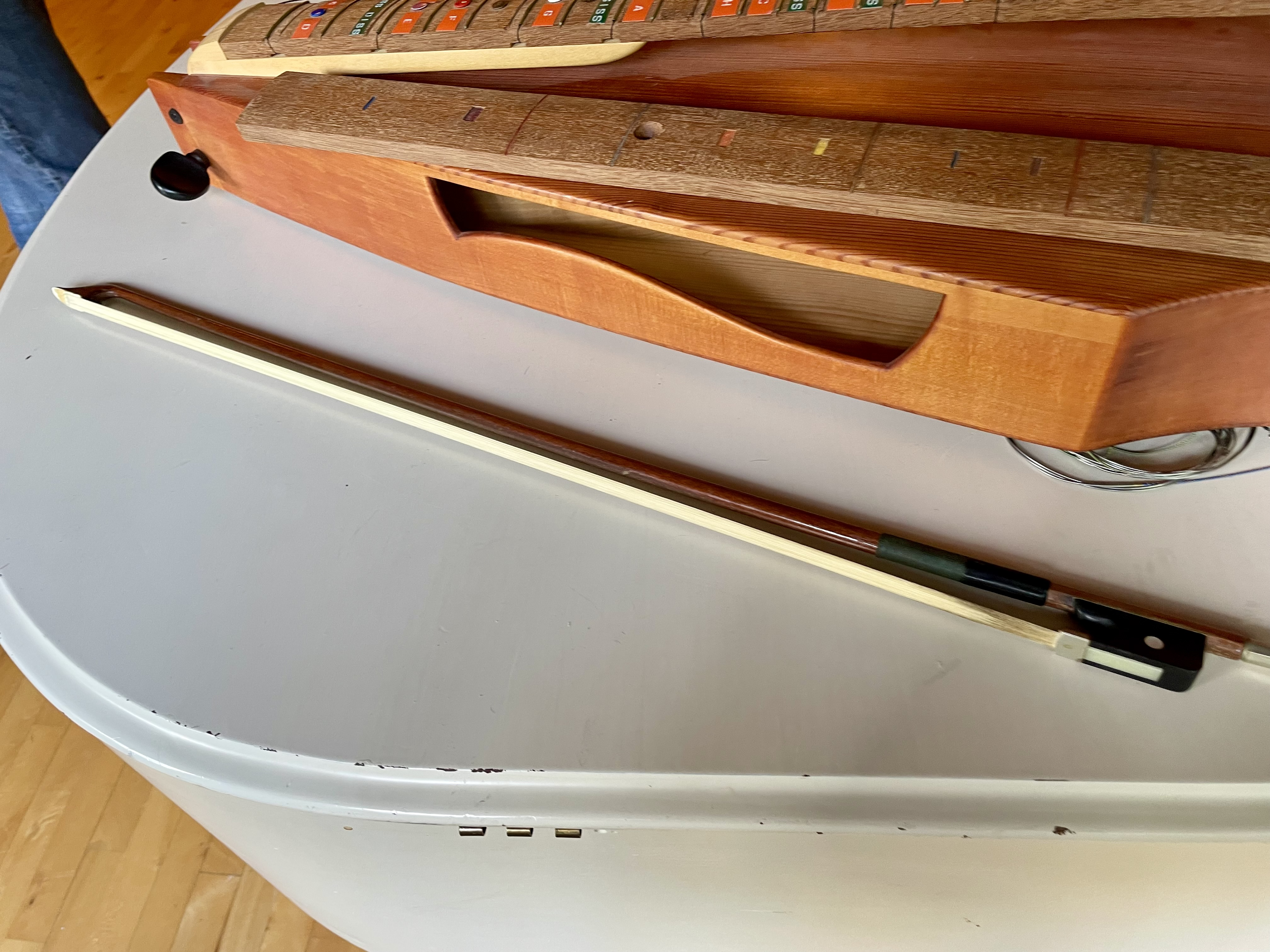
Stråkbas med extra tonstock.
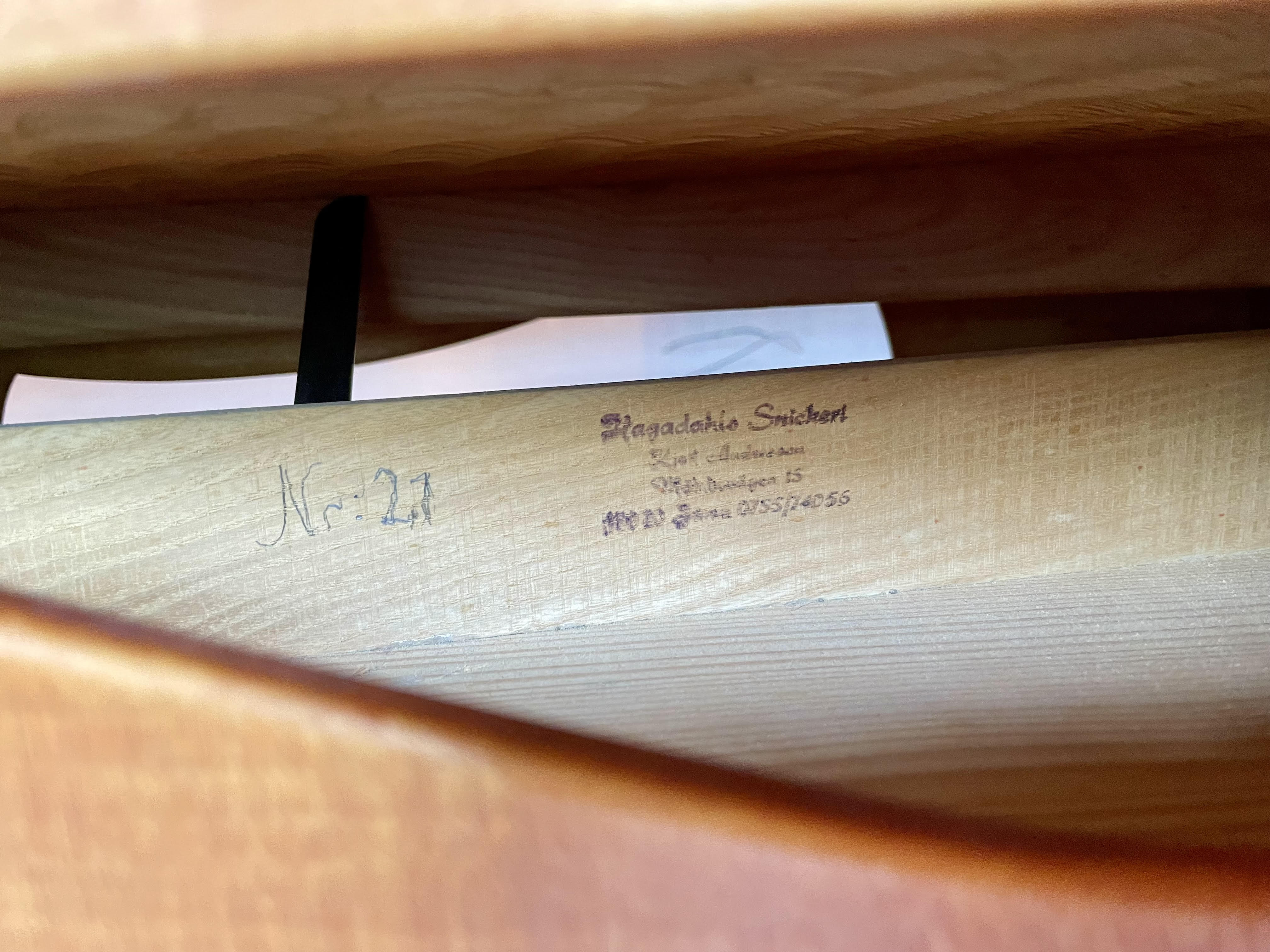
Stråkbas med stämpel Hagadahls Snickeri.
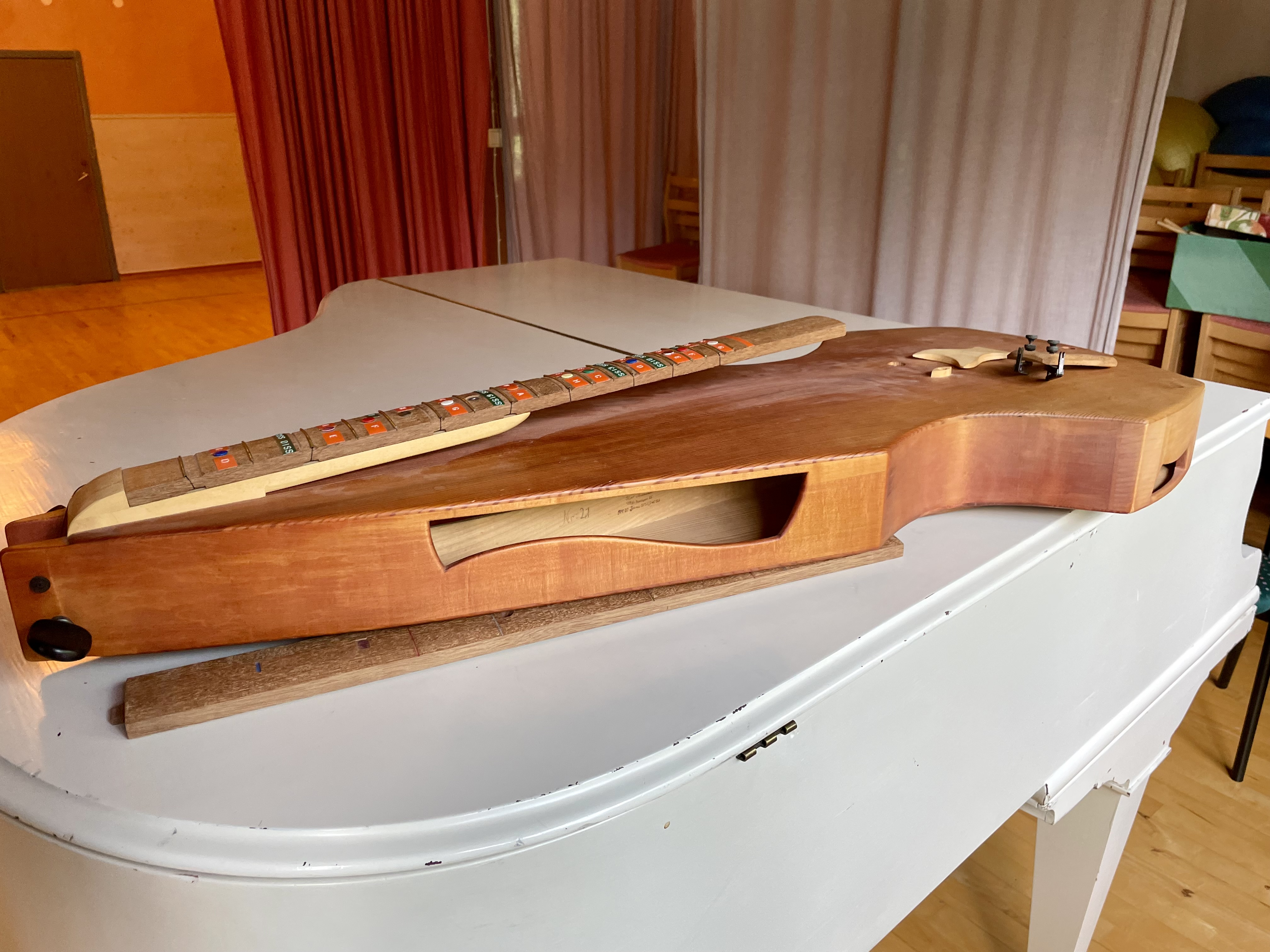
Stråkbas nummer 21 från Hagadahls Snickeri.
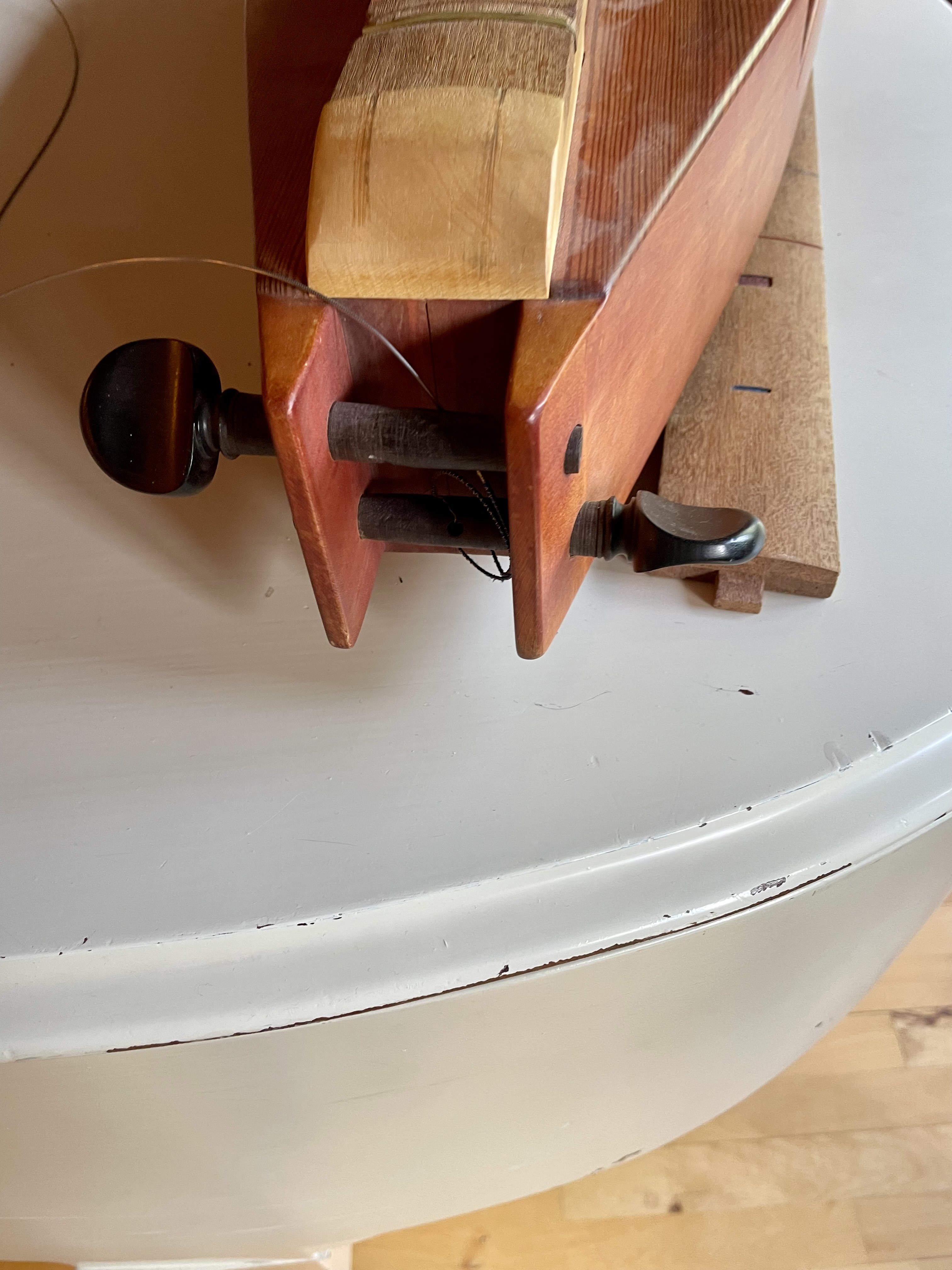
Stråkbasen sedd framifrån.